# District de Tosa

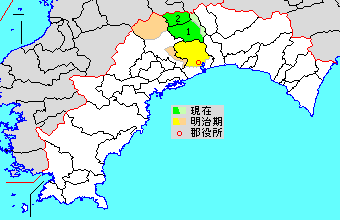
District de Tosa dans la préfecture de Kochi.

Le district de Tosa (土佐郡, Tosa-gun) est un district de la préfecture de Kōchi au Japon.
Au 1er février 2015, sa population était de 4 370 habitants pour une superficie de 307,4 km2 et une densité de population de 14,2 habitants au km2.

## Communes du district
- Bourg :
  - Tosa
- Village :
  - Ōkawa